# 葉夫帕托里亞市行政大樓
奥夫钦尼科夫故居（羅馬化：Dom Ovchinnikova），是一栋两层建筑，位于烏克蘭克里米亞自治共和國叶夫帕托里亚列宁大街2号。建筑建于1908年，由建筑师亚当·海因里希設計。現為叶夫帕托里亚市行政大樓（羅馬化：Budivlia Administratsiyi mista Yevpatoriia）。